# Tamaryne
Tamaryne (ukr. Тамарине) – wieś na Ukrainie, w obwodzie mikołajowskim, w rejonie basztańskim. W 2001 liczyła 1066 mieszkańców, spośród których 906 posługiwało się językiem ukraińskim, 52 rosyjskim, 7 mołdawskim, 2 węgierskim, 1 białoruskim, 9 ormiańskim, 2 romskim, a 87 innym.